# Zoo de Jersey
El Zoo de Jersey (Jersey Zoo, en inglés anteriormente Jersey Zoological Park o Durrel Wildlife Park) es un zoológico de 10 ha fundado en 1959 en la isla de Jersey en el canal de la Mancha por el naturalista y escritor Gerald Durrell (1925-1995). Tiene aproximadamente 150 000 visitantes al año, a pesar de una ausencia de grandes animales y su posición relativamente apartada; los números de visitantes tienden a variar con el turismo de Jersey.
El zoo de Jersey siempre ha tenido especies raras y en peligro de extinción. Cuenta con mamíferos, aves, anfibios y reptiles comprendiendo unas 130 especies.
Desde 1964, el zoológico ha sido la sede de la fundación para salvar especies en extinción "Durrell Wildlife Conservation Trust" (inicialmente denominada Jersey Wildlife Preservation Trust).

## Situación

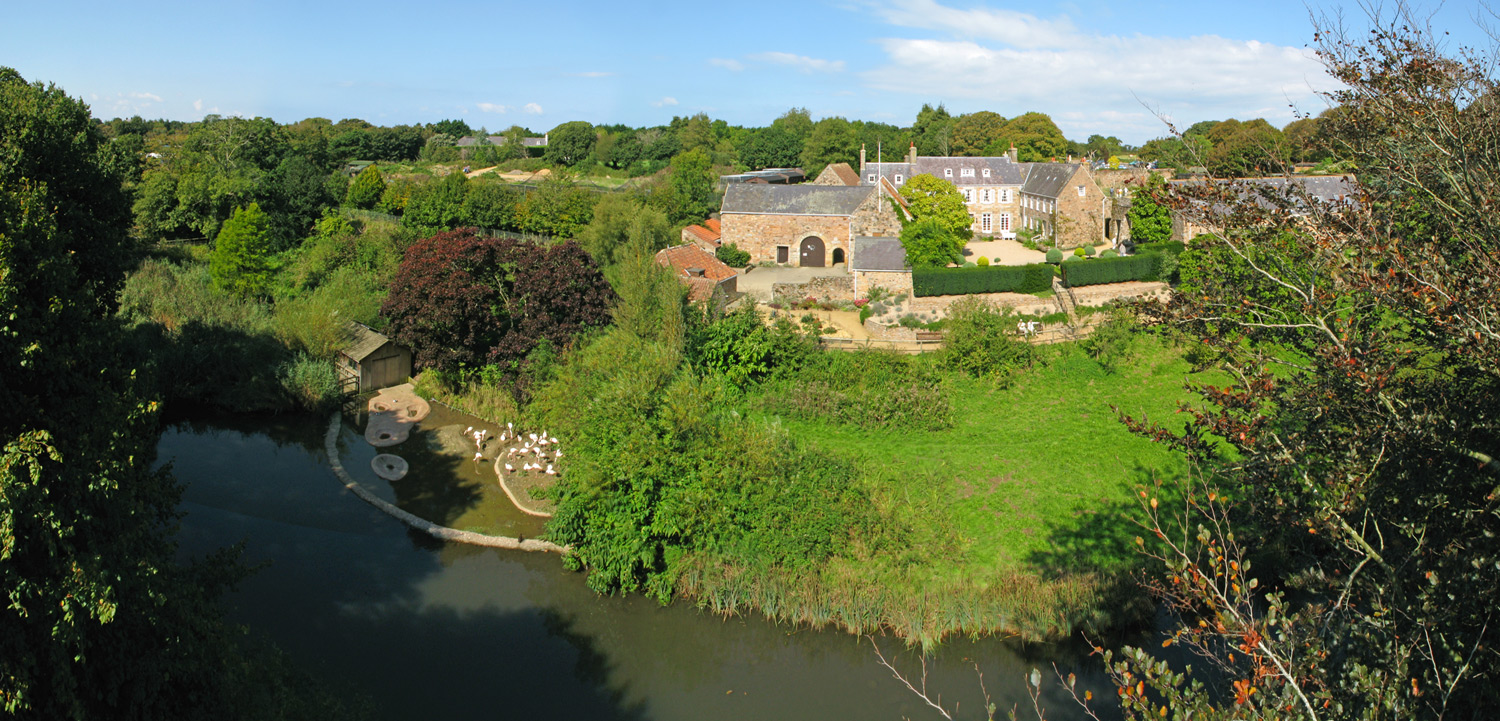
Edificios del zoo (fotografía de septiembre de 2008).

El zoo está localizado en Les Augrès Manor, Trinity (Jersey), 8 km al norte de Saint Helier y fue inaugurado oficialmente el 26 de marzo de 1959.
El zoológico está situado en un valle con estanques. Tiene un fuerte compromiso por la conservación de la fauna salvaje británica, y grandes áreas sin remozar han sido designadas como áreas de hábitat para especies nativas: La extensa plantación de flores y árboles frutales de los terrenos también sirve para atraer aves e insectos salvajes. Incluidas  especies de aves que solían ser vistas en los jardines de la isla pero habían sido espantadas, incluyendo el gorrión doméstico y el zorzal común.
Hay unas 50 cajas nido situadas en los terrenos, que son usadas por una variedad de aves que incluyen lechuzas, cernícalos, golondrinas y aviones. Otros animales que son comúnmente visibles en los terrenos son la ardilla roja, el topillo y el agateador común, que ya no se encuentran en el Reino Unido.

## Exhibiciones

### Joyas del bosque
Abierto en 2004,  es hogar de varias aves asiáticas como: 
- Faisán de espolones de Palawan (Polyplectron napoleonis)
- Charlatán coroniazul (Garrulax courtoisi)
- Charlatán colirrojo (Trochalopteron milnei)
- Shama culiblanco (Copsychus malabaricus)
- Paloma de Nicobar (Caloenas nicobarica)
- Palomita esmeralda verde (Chalcophaps indica)
- Paloma apuñalada de Mindanao (Gallicolumba crinigera)
- Capuchino arrocero de Java (Lonchura oryzivora)
- Ruiseñor del Japón (Leiothrix lutea)
- Pita encapuchada (Pitta sordida)
- Zorzal de Doherty (Geokichla dohertyi)
- Irena dorsiazul (Irena puella)
- Charlatán del Omei (Liocichla omeiensis)

### Bosque lluvioso
Abierto por primera vez en 1999, el Bosque lluvioso fue la primera instalación del zoo en mostrar animales mezclados, incluyendo especies carnívoras. 
- Oso de anteojos (Tremarctos ornatus)
- Coatí de cola anillada sudamericano (Nasua nasua)
- Mono aullador negro (Alouatta palliata)
- Sangretoro brasileño (Ramphocelus bresilius)
- Fruterito azulejo (Euphonia xanthogaster)

### Pabellón Princesa Real
El Pabellón fue abierto por la princesa Ana del Reino Unido, en los años 1970, y sirve como un centro de conferencias y aula. El teatro muestra películas documentales destacando el trabajo de la fundación, y también exposiciones de arte. Publicita el trabajo llevado a cabo por la Fundación alrededor del mundo. 
- Caracol partula (Partula)
- Anguila de goma (Typhlonectes natans)

El Pabellón también aloja un buen número de especies que son usadas para educación en conservación. Se incluyen:
- Serpiente del maizal (Pantherophis guttatus)
- Boa arcoíris (Epicrates cenchria)
- Serpiente coral ratonera (Lampropeltis triangulum)
- Escinco de lengua azul de Nueva Guinea (Tiliqua scincoides)
- Caracol de tierra gigante africano (Achatina achatina)
- Milpiés gigante (Archispirostreptus gigas)
- Cucaracha silbadora de Madagascar (Gromphadorhina portentosa)
- Insecto palo gigante (Extatosoma tiaratum)

### Centro de reptiles y anfibios Gaherty
La casa de los reptiles es hogar de algunas especies de reptiles y anfibios que el zoo está intentando ayudar a asegurar su futuro. El "Centro de Reptiles y Anfibios Gaherty" fue llamado así debido a que es un regalo del filántropo canadiense Goeff Gaherty.

#### Reptiles
- Pitón de Birmania (Python bivittatus)
- Iguana rinoceronte (Cyclura cornuta)
- Tortuga radiada (Astrochelys radiata)
- Tortuga griega (Testudo graeca)
- Boa de Jamaica (Epicrates subflavu)
- Tortuga de cola plana (Pyxis planicauda)
- Iguana del Caribe (Iguana delicatissima)
- Galápago de Española (Chelonoidis hoodensis)
- Víbora de Schlegel. (Bothriechis schlegelii)
- Escinco de Isla Redonda (Leiolopisma telfairii)
- Tortuga caja indochina (Cuora galbinifrons)
- Tortuga espinosa (Apalone spinifera)
- Iguana de Utila (Ctenosaura bakeri)
- Caimán de Cuvier (Paleosuchus palpebrosus)
- Lagarto de cuentas de Río Fuerte (Heloderma horridum)
- Lagarto azul espinoso (Sceloporus horridus)
- Gecko nocturno (Nactus coindemirensis)
- Lagarto verde de Jersey (Lacerta viridis)

#### Anfibios
- Sapo partero de Mallorca (Alytes muletensis)
- Rana veneno de flecha fresa (Oophaga pumilio)
- Rana veneno de flecha azul (Dendrobates azureus)
- Rana veneno de flecha dorada (Phyllobates terribilis)
- Rana toro gigante (Lithobates catesbeianus)
- Rana arborícola de ojos dorados de Misiones (Trachycephalus resinifictrix)
- Rana silbona de Montserrat (Leptodactylus fallax)
- Sapo arborícola de Malasia (Litoria caerulea)
- Rana venenosa Golfodulceana (Phyllobates vittatus)
- Rana ágil de Jersey (Rana dalmatina)

#### Especies invasoras
Una cuestión que Durrell sacó a la luz es el efecto de la introducción de una especie no nativa  en un ambiente y el efecto perjudicial que puede tener. Ejemplos en el parque incluyen:
- Sapo marino (Rhinella marina)
- Galápago de Florida (Trachemys scripta elegans)

### Descubrimiento del desierto
El "Descubrimiento del desierto" fue abierto en abril de 2009, y fue diseñado para dar a la familia de suricatos más espacios donde vagar, y asegurarse de que no cavan para escapar. El "Descubrimiento del desierto" es una exhibición mixta de especies al destacar otros animales que comparten su hábitat con los suricatos. 
- Suricata (Suricata suricatta)
- Puercoespín africano (Hystrix cristata)
- Mangosta de cola gruesa (Cynictis penicillata)

### Gorilas
La familia de gorila occidental de llanura ha sido mostrada en el zoo desde su obertura en 1959, y continua hoy siendo uno de los iconos del parque. El recinto corriente incluye un área de juego, y dos dormitorios. La familia de cinco miembros está liderada por un espalda plateada llamado Ya Kwanza (llamado por los medios australianos como Mzuri), quien nació en el Zoo de Melbourne, y fue el primer gorila en ser concebido por inseminación artificial. Ya Kwanza es el sucesor de Jambo el gorila del zoo más famoso, que cambió la imagen de los gorilas ante el mundo. El resto de miembros de la familia son hembras. En 2007 la familia sufrió la pérdida del miembro de la familia más joven, Ya Pili. 
Uno de los planes para el futuro es un nuevo y mayor complejo para los gorilas, preparado para una familia más grande, encabeza las instalaciones nominales y un cambio para empezar a familiarizar las especies con otras con las que se cruzarían en su hábitat natural. 

### Potamóqueros rojos
Los potamóqueros rojos fueron introducidos en el zoo en agosto de 2009, después de que fueran transferidos desde Whipsnade. Tienen una instalación construida por los voluntarios del zoo, con una plataforma de observación desde la cual se pueden ver las dos potamoqueras hembras. La misión de la instalación es mostrar los ecosistemas de matorral en África, que también son hábitats de otras especies como los gorilas. Las dos hembras serán acompañados por un macho.

### Tamarinos y titíes
Los tamarinos están situados en dos áreas del parque, pero algunos como el tití emperador dorado y el tamarino emperador tienen sus propias instalaciones. Mientras tanto, otros como el tití león negro y el tití plateado están sueltos en una pequeña zona de bosque que les ayuda a prosperar. 
- Tití plateado (Mico argentatus)
- Tamarino de Goeldi (Callimico goeldii)
- Tití león dorado (Leontopithecus rosalia)
- Tamarino león de cabeza dorada (Leontopithecus chrysomelas)
- Tamarino emperador (Saguinus imperator)
- Tití león negro (Leontopithecus chrysopygus)
- Tamarino calvo (Saguinus bicolor)

### Valle central
El "Valle central", se sitúa a lo largo del centro del parque, creando una barrera natural de agua para especies locales. 
- Nutria desgarrada oriental (Amblonyx cinereus)
- Barnacla cuellirroja (Branta ruficollis)
- Flamenco chileno (Phoenicopterus chilensis)
- Grulla coronada (Balearica regulorum)
- Ánsar cisne (Anser cygnoides)
- Grulla cuelliblanca (Antigone vipio)
- Grulla del paraíso (Grus paradisea)
- Chova piquirroja (Pyrrhocorax pyrrhocorax)

#### Restauración
Un proyecto de un millón de libras se destinó a recrear el valle central, completado en 2002, creado para tener martines pescadores, topillos de agua, mariposas, libélulas, y algunas especies de cercetas. Durante la restauración del valle, dos especies de orquídeas raras fueron plantadas, y florecieron en 2005. Son la orquídea de hoja laxa y la orquídea de pantano sureña.

### Aviarios
A lo largo del valle Central hay un número de aviarios que alojan una selección de aves de diferentes partes del mundo. Los aviarios están especializados en reflejar el hábitat a los que las aves se han adaptado para devolverlas otra vez a la libertad. Son lo suficientemente grandes para que puedan volar distancias cortas o buscar comida en el suelo. 
- Ibis eremita (Geronticus eremita)
- Pavo real del Congo (Afropavo congensis)
- Faisán de Edwards(Lophura edwardsi)
- Faisán vietnamita (Lophura hatinhensis)
- Turaco de cresta roja (Tauraco erythrolophus)
- Amazona de Santa Lucía (Amazona versicolor)
- Estornino de Bali (Leucopsar rothschildi)
- Paloma rosada (Nesoenas mayeri)
- Cotorra de Mauricio (Psittacula eques)
- Bulbul negro (Hypsipetes leucocephalus)
- Turpial de Montserrat (Icterus oberi)
- Cálao arrugado (Rhabdotorrhinus corrugatus)
- Cosifa coroniblanca (Cossypha albicapillus)
- Cerceta gris (Anas gibberifrons)
- Sinsonte tropical (Mimus gilvus)
- Tórtola malgache (Nesoenas picturatus)

### Orangutanes y gibones
En una instalación que fue renovada en los años 90 los orangutanes tuvieron una nueva área de juego más grande para poder nadar alrededor. La instalación consiste en una casa principal grande, con dos islas extensas externas rodeadas por un foso. La familia de orangutanes llegó desde Sumatra a Jersey en 1968. El zoo tuvo orangutanes de Borneo (Pongo pygmaeus), hasta que se decidió centrarse en el más raro de orangután de Sumatra, tras la reconstrucción. El macho dominante se llama Dagu. Comparten la isla con un par de gibones de manos blancas, George que es negro y Hazel que es marrón claro. 
- Orangután de Sumatra (Pongo abelii)
- Gibón de manos blancas (Hylobates lar)

### Macacos
Desde 1964 el zoo ha estado trabajando con una familia de los macacos de Célebes, emplazada en el mismo lugar, justo al lado del valle. La familia se ha reproducido bien, equilibrando la población de Sulawesi, mostrando el trabajo del parque.
- Macaco crestado de Célebes (Macaca ochreata)

### Aguará guazú
Los aguará guazú o lobos de crin están en el zoo desde 2001, reemplazando a los caballos de Przewalski (Equus ferus przewalskii). Los aguará guazú son tímidos y se mantienen a sí mismos, y es más fácil verlos en las horas tardías del día.
- Aguará guazú o lobo de crin (Chrysocyon brachyurus)

### Aviario de ánades
- Cerceta malgache (Anas bernieri)
- Pato de Meller (Anas melleri)
- Cerceta pardilla (Marmaronetta angustirostris)
- Porrón pardo (Aythya nyroca)
- Pato Hotentote (Spatula hottentota)
- Ganso de nuca blanca (Thalassornis leuconotus)
- Suirirí cariblanco (Dendrocygna viduata)

### Lémures
Al final del zoo, los visitantes pueden ver a los lémures de Madagascar, en una instalación grande abierta, ofreciendo una gran oportunidad para ver también los árboles locales por los que escalan. 
- Lémur de cola anillada (Lemur catta)
- Lémur rufo blanco y negro (Varecia variegata)
- Lémur rufo rojo (Varecia rubra)
- Lémur de Alatroa  (Hapalemur alaotrensis)
- Lémur marrón de frente roja  (Eulemur rufifrons)
- Aye-aye (Daubentonia madagascariensis)

### Murciélagos
Los murciélagos frugívoros están situados en distintas instalaciones, los murciélagos frugívoros de Livingston están en un tubo enorme, cerca de la granja ecológica y el huerto de manzanas. La especie de Rodrigues está en el Bosque húmedo, en una antigua instalación cerca del Valle Central, y en el túnel con la especie de Livingston. 
- Zorro volador de Rodríguez (Pteropus rodricensis)
- Zorro volador de Livingston (Pteropus livingstonii)

### Los Jardines del Señorío y las dependencias
Les Augres manor es la residencia propiedad de Lee Durrell, y también incluye las oficinas del personal. Algunas de las dependencias son usadas como instalaciones de animales, almacén, zonas de preparación de comida y áreas de investigación de animales y personal. 
- Rata saltadora gigante malgache (Hypogeomys antimena)
- Cigüeñuela común (Himantopus himantopus)
- Mangosta nariguda rayada (Mungos mungo)
- Gansito africano (Nettapus auritus)

## Futuras instalaciones
Un aviario está siendo construido en la antigua instalación de los suricatos, y será parte del jardín amurallado con una exposición de Madagascar. Ésta fue la segunda parte del proyecto parte de la Celebración del aniversario de Durrell “Its Time”. Algunas de las aves malgaches del zoo fueron trasladadas aquí con algunas nuevas especies.
En enero de 2008 los nuevos planes fueron revelados por el zoo con el título “New Vision”. Fueron creados para ayudar a asegurar otros 50 años de la Fundación en Jersey. Esos planes ambiciosos tuvieron un énfasis en la noción de “TopSpots”. Los lugares donde la gran diversidad de animales son las islas y las montañas. Este presupuesto costó 46 millones de libras los próximos cinco años. Todos los fondos son recaudados de las entradas del público y donaciones privadas. Hay nueve aspectos en el aspecto del desarrollo y bienestar animal.
- Bai Africano — La idea es recrear un ambiente que refleje la ecología de los ecosistemas africanos necesarios para los que los gorilas de llanura se adapten previamente a su reintroducción en el medio, si se dieran las circunstancias necesarias. El proyecto de varios millones de libras incluye un gimnasio y entretenimientos para los gorilas. El tamaño de la familia podría expandirse, o tener un grupo adicional que viviese junto al grupo principal. Con el tema del Bai Africano, está planeado traer nuevas especies de la región.
  - Potamóquero rojo (Potamochoerus porcus)
  - Nutria de mejillas blancas (Aonyx capensis)
  - Monos cercopitecos. (Cercopithecus)
- Mascarenia — La idea es integrar mamíferos, aves y tortugas de Madagascar juntos en un recinto cerrado. Es también posible que sean incluidas especies de Mauricio, Comoras y Seychelles. Rodeando la zona cubierta, que incluye murciélagos.
  - Lémures (Lemuroidea)
  - Aye-aye (Daubentonia madagascariensis)
  - Mangosta rayada nariguda (Mungotictis decemlineata)
  - Rata saltadora gigante malgache (Hypogeomys antimena)
- Un nuevo centro de visitantes, diseñado para mejorar la experiencia de los visitantes. Un restaurante y un vestíbulo de la fama será parte de la experiencia.
- Cabinas de Eco-alojamiento, que alojarán gente en el zoo en vacaciones, todos las experiencias modernas ambientales.
- Nuevo Centro de Anfibios y Reptiles, que permitirán al zoo ampliar y realzar el cuidado de especies más propensas para el cambio climático.
- Remodelación de "Les Augres manor", permitiendo a la gente quedarse allí por vacaciones, convirtiéndose en una especie de hotel.
- Mejora de las zonas de aprendizaje
- Mejora del centro veterinario
- Convertir el Pabellón Real en una sala de conferencias a tiempo completo.

## Historia

### Fundador

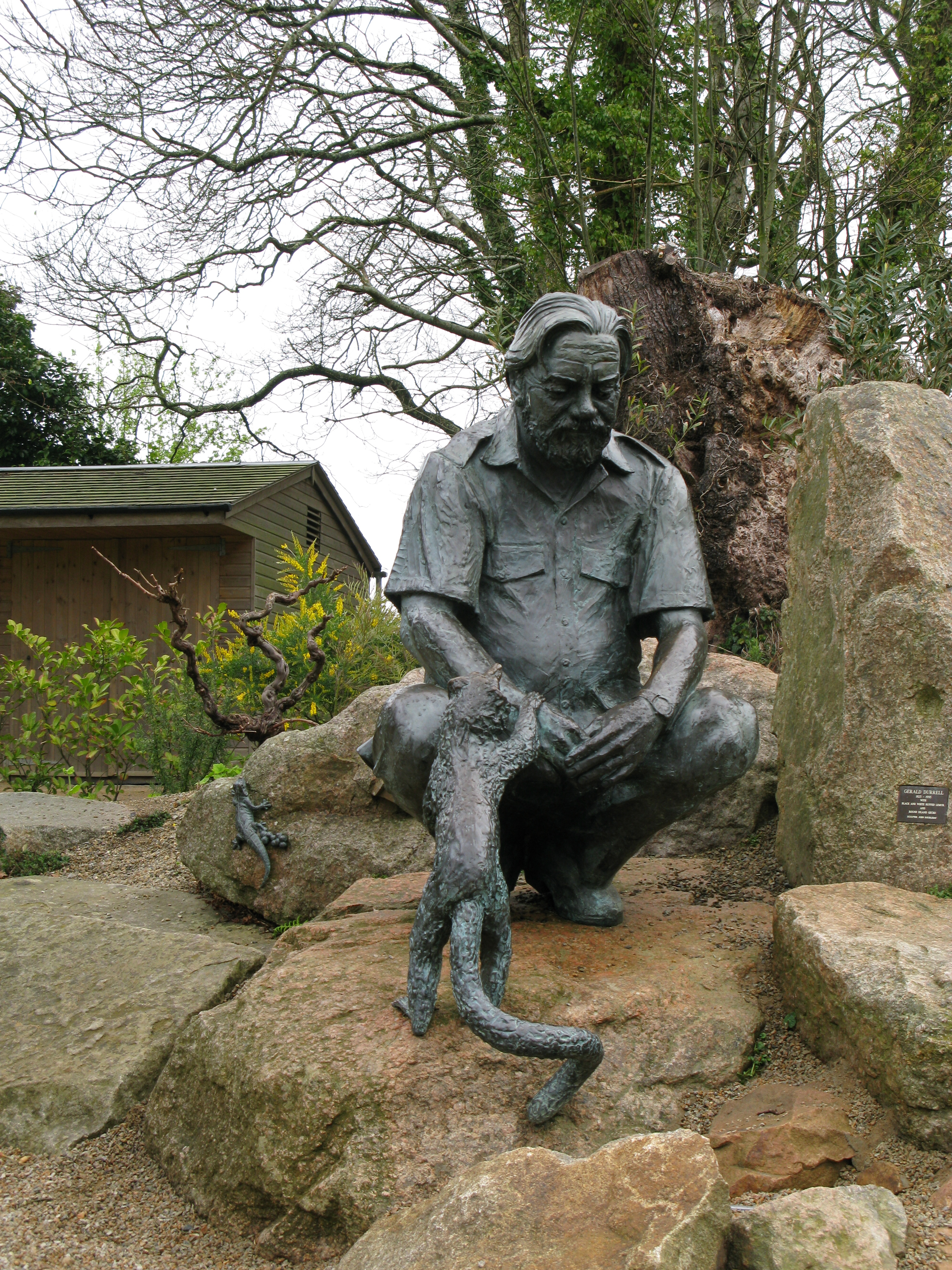
Estatua en el Zoo de Jersey de Gerald Durrell con un lémur rufo blanco y negro, abril de 2008.

Gerald Durrell empezó su carrera capturando animales para otros zoos, pero pensó que las instalaciones necesitaban pensar más en la conservación que en la hospitalidad. Durrell cuenta la historia del comienzo del zoo en su libro "Menagerie Manor" (Un zoo en la isla).

### Jambo
Jambo fue un gorila que nació en 1961, en el Zoo de Basilea, Suiza. Jambo alcanzó el estrellato internacional de la noche a la mañana el 31 de agosto de 1986, cuando el niño de cinco años Levan Merritt se cayó dentro de la instalación de los gorilas y perdió la conciencia. Jambo montó guardia junto al niño inconsciente, poniéndose entre el chico y los otros gorilas en lo que los etólogos analizaron como un gesto protector. Más tarde acarició al niño inconsciente. Cuando el chico recuperó la conciencia y empezó a llorar, Jambo y los otros gorilas se retiraron, y un paramédico y dos cuidadores lo rescataron. La mayoría del drama fue grabado en vídeo por Brian Le Lion, y ampliamente fotografiado por otros visitantes del zoo. La publicidad en la mayoría de los canales televisivos de noticias y periódicos ayudaron a la reputación de los gorilas.

### Éxitos de conservación
Prueba del trabajo que hace con la conservación, algunas especies han vuelto a su hábitat original para continuar programas de reintroducción en su propio ambiente:
- Cernícalo de Mauricio (Falco punctatus)

En 1976 había solamente cuatro ejemplares en libertad con solo una hembra. Gerald Durrell corrió el riesgo de tomar una puesta reciente de huevos y los tuvo incubando satisfactoriamente – recuperando la especie, casi desde el principio. La conservación de las especies fue promovida a una nueva etapa y su foco retornó a Mauricio, restableciendo la especie en núcleos de cría desde donde van siendo reintroducidas en él ecosistema.
- Caballo de Przewalski (Equus ferus przewalskii)

Con la nueva población salvaje establecida de esta especie, originalmente extinta en libertad. El zoo tomó parte de la coalición de zoos que salvaron la especie de la extinción. La fase más reciente de la recuperación incluye la reintroducción, con una pareja procedente de Jersey, en el año 2000.

## Acciones de conservación en Jersey
Ayudando a las especies locales
El zoo está también trabajando con los grupos de fauna salvaje local para ayudar a revertir la declinación de las poblaciones de lagarto ágil de Jersey y el sapo común de Jersey.
Propagación de plantas raras locales
Además del trabajo de conservación animal del zoo, también se busca mantener la diversidad genética de plantas raras locales. Principalmente cuatro especies se cultivan en la unidad de propagación: fresa silvestre (Fragaria vesca), rosa de Jersey (Dianthus hyssopifolius), helecho de Jersey (Annogramma leptophylla) y  linaria común (Linaria vulgaris).
Otras especies de plantas serán propagadas por siembra o esquejes. Como algunas de estas especies están en peligro de extinción severo, buscar especímenes para su propagación será un cambio importante.

## Acciones de conservación fuera de Jersey
- Jabalí pigmeo (Sus salvanius): Por ahora no localizado en Jersey, su conservación está centrada en Assam, India y otras zonas. La especie está supervisada en necesidad inmediata de ayuda. Durante 2008 algunos jabalíes pigmeos fueron puestos en libertad en Assam, mostrando buen progreso con la especie.

- Iguana azul (Cyclura lewisi): Recientemente se obtuvieron progresos en Grand Cayman con la iguana azul. Trabajando también con las autoridades locales, la iguana está siendo salvada de la extinción. Esto muestra todo lo que se puede hacer. En 2008 el proyecto sufrió bajas cuando unos gamberros estúpidos, entraron en el complejo y mataron numerosas iguanas incluyendo jóvenes y hembras.

- Porrón de Madagascar (Aythya innotata): Dado por extinto hasta 2006, la fundación Durrell ha ayudado en Madagascar a localizar los especímenes supervivientes y a estudiar la especie. Con los descubrimientos realizados para encontrar más individuos, hay una posibilidad de que algunos individuos lleguen a Jersey, utilizando su experiencia con la cerceta malgache y el pato de Meller para ayudar a este pato a volver al ambiente.

- Culebra de Antigua (Alsophis antiguae): En 1995 estaba considerada la serpiente más rara del mundo. Recientemente la especie fue relocalizada en Antigua y en algunas islas libres de depredadores y plagas.

- Anteojitos verde de Mauricio (Zosterops chloronothos)
- Tití gris (Saguinus leucopus)
- Tortuga angonoka (Astrochelys yniphora)
- Gecko diurno de Isla Redonda (Phelsuma guentheri)
- Escinco de Isla Redonda (Leiolopisma telfairii)
- Boa de Isla Redonda (Casarea dussumieri )
- Pinzón de Darwin de pantano (Camarhynchus heliobates)
- Fodi de Mauricio (Foudia rubra)
- Escinco gigante de Española (Celestus warreni)
- Almiquí de Cuba (Solenodon cubanus
- Sinsonte de Floreana (Mimus trifasciatus)
- Jutía de La Española (Plagiodontia aedium)
- Almiquí de La Española (Solenodon paradoxus)
- Coatí de montaña (Nasuella meridensis)

## Programas completados
- Iguana rinoceronte (Cyclura cornuta) 1974–2010
- Ualabi parma (Macropus parma) 1959–2008
- Puercoespín crestado (Hystrix cristata)
- Tití de cabeza blanca (Callithrix geoffroyi)
- Caimán de Cuvier (Paleosuchus palpebrosus)
- Tití cabeza blanca (Saguinus oedipus)  1972–2009
- Rana chillona de Trinidad (Mannophryne trinitatis)
- Rana veneno de flecha verde y negra (Dendrobates auratus)
- Gecko diurno de Standing (Phelsuma standingi)
- Basilisco crestado (Basiliscus plumifrons)
- Leopardo de las nieves (Panthera uncia)
- Guepardo (Acinonyx jubatus)
- Babirusa (Babyrousa babyrussa)
- Búho nival (Bubo scandiacus)
- Faisán orejudo blanco (Crossoptilon crossoptilon)
- Orangután de Borneo (Pongo pygmaeus)
- Serval (Leptailurus serval)
- Conejo de los volcanes (Romerolagus diazi)
- Chimpancé (Pan troglodiytes)
- León (Panthera leo)
- Tapir amazónico (Tapirus terrestris)
- Leopardo (Pathera pardus)
- Pecarí de collar (Pecari tajacu)
- Guacamayo rojo y amarillo (Ara macao)
- Puercoespín crestado (Hystrix cristata)
- Pingüino de Humboldt (Spheniscus humboldti)
- Elefante africano (Loxodonta africana)